# 徹斯特山脈
徹斯特山脈（英語：Chester Mountains）是南極洲的山脈，位於瑪麗伯德地，屬於福特山脈的一部分，處於桑德斯山以北20公里，該山脈由美國探險隊繪入地圖。